# París-Roubaix 1947
La 45.ª edición de la París-Roubaix tuvo lugar el 6 de abril de 1947 y fue ganada por el belga Georges Claes, ganando por segunda vez consecutiva

## Clasificación final
|    | Ciclista            | Equipo        | Tiempo     |
| -- | ------------------- | ------------- | ---------- |
| 1  | Georges Claes       | Rochet        | 6h 10' 34" |
| 2  | Adolf Verschueren   | Huybrechts    | m. t.      |
| 3  | Louis Thiétard      | Metropole     | m. t.      |
| 4  | Raymond Impanis     | Alcyon-Dunlop | + 16"      |
| 5  | Albéric Schotte     | Alcyon-Dunlop | + 51"      |
| 6  | Olimpio Bizzi       | Viscontea     | + 56"      |
| 7  | Edouard Fachleitner | France Sport  | m. t.      |
| 8  | Maurice de Muer     | Peugeot       | m. t.      |
| 9  | Lucien Teisseire    | Viscontea     | + 2' 42"   |
| 10 | Lucien Vlaemynck    | Olmo          | + 3' 43"   |